# Muchinga

Provinsens läge i Zambia

Muchinga är en av Zambias tio provinser, bildad år 2011. Vid folkräkningen 2010 hade området som motsvarar dagens provins 711 657 invånare på en yta av 87 806 km². Provinshuvudstad är Chinsali.
Muchinga ligger i nordöstra Zambia, och gränsar till Tanzania och Malawi.

## Distrikten

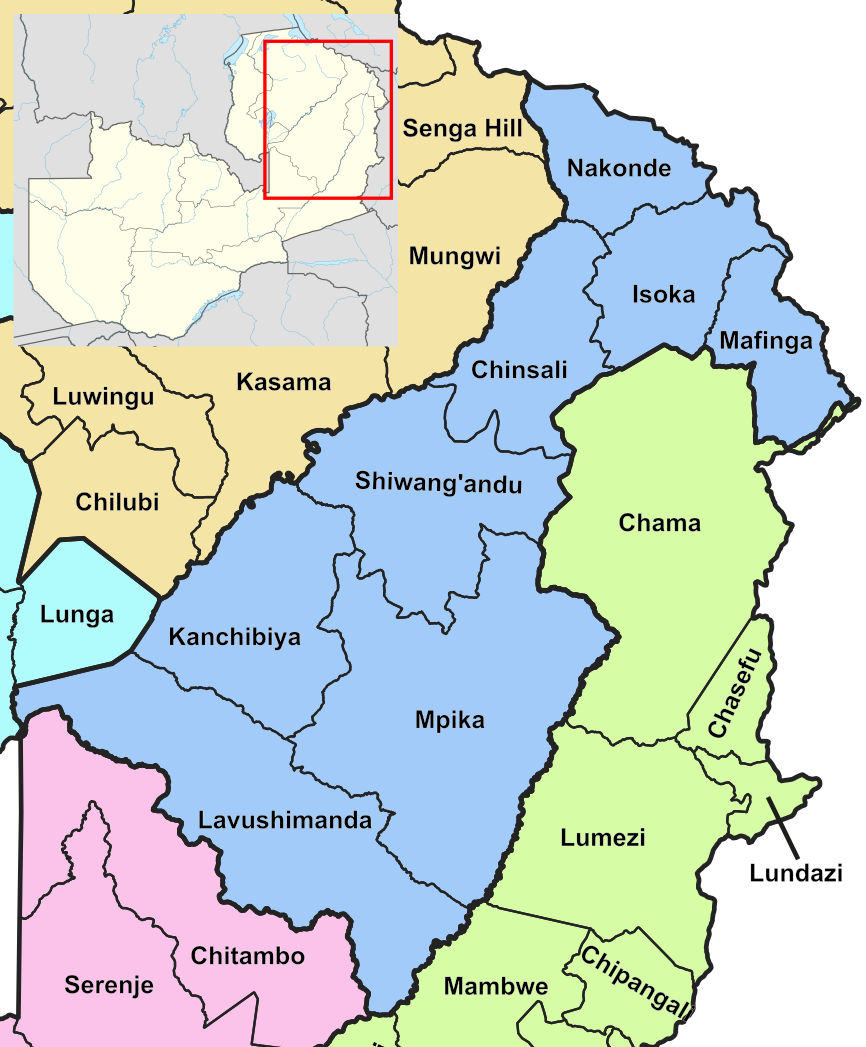
Distrikt i provinsen (2022).

Muchinga bildades i november 2011, av fyra distrikt från Northern Province och ett från Eastern Province. År 2013 delades Isoka- och Chinsali-distrikten upp i två distrikt vardera, vilket lämnade Muchinga-provinsen (2017) bestående av sju distrikt.
Provinsen delas in i distrikten (2022):
- Chinsali
- Isoka
- Kanchibiya
- Lavushimanda
- Mafinga
- Mpika
- Nakonde
- Shiwang’andu